# Ekpricklav
Ekpricklav (Arthonia byssacea) är en lavart som först beskrevs av Christian Ehrenfried Weigel, och fick sitt nu gällande namn av Sigfrid Oskar Immanuel Almquist. Ekpricklav ingår i släktet Arthonia och familjen Arthoniaceae.  Arten är reproducerande i Sverige. Inga underarter finns listade i Catalogue of Life.